# Vilém Karlík
Vilém Karlík, také Wilhelm Karlik (18. května 1872 Brandýsek (okres Slaný) – 1. června 1934 Most) byl český důlní inženýr a vynálezce lanových kladek.

## Životopis
Vystudoval hornictví a hutnictví na Vysoké škole báňské ve štýrském Leobenu a na Báňské akademii v Příbrami. Po ukončení studií cestoval po Evropě. Od roku 1895 byl zaměstnán jako inženýr v uhelné společnosti v Mostě. Od roku 1926 byl provozním ředitelem důlní inspekce v Duchcově.
Oba jeho vynálezy v oblasti technologie lanových navijáků byly patentovány a zavedeny ve 20. letech 20. století a využívají se až do současnosti pro lanovky, lanové jeřáby a lanová svodidla na seřaďovacích nádražích. Poprvé byly zavedeny v Drážďanech-Friedrichstadtu (zničeny ve druhé světové válce) a v Saské Kamenici–Hilbersdorfu, kde nyní slouží v muzeu železniční techniky. Napínací železná kladka pro pohon nekonečného lana dosud slouží v šikmé šachtě rudného dolu Fürstenberské huti u Nového Jáchymova, jako součást technické památky, prohlášené za světového dědictví UNESCO.
Tento typ kladky se nazývá Karlíkova kladka.

## Patenty
Byl držitelem dvou československých patentů z let 1924 a 1925.